# Орваль (сыр)
Орваль (фр. Fromage d'Orval) — бельгийский мягкий сыр из коровьего или овечьего молока.
Сыр производится монахами траппистского аббатства Орваль в селе Villers Devant Orval, в настоящее время являющемся частью города Флоранвиль, округ Виртон, провинция Люксембург, южная Бельгия. Аббатство является частью Ордена цистерцианцев строгого соблюдения.
Производство сыра началось в 1928 г., только через два года после восстановления аббатства в 1926 г. Он изготавливается из пастеризованного цельного коровьего или овечьего молока от местных молочных ферм. Это прессованный неварёный полумягкий сыр с естественной коркой. В Бельгии этот сыр попадает в категорию сыров под названием "Плато".
Сыр продается под торговой маркой Orval и носит логотип "Аутентичный траппистский продукт" Международной траппистской ассоциации (ITA), который гарантирует, что продукт изготовлен в траппистском аббатстве или под контролем монахов.